# Nisída Skorpídi
Nisída Skorpídi är en ö i Grekland.   Den ligger i regionen Joniska öarna, i den centrala delen av landet, 270 km väster om huvudstaden Aten. Arean är 0,14 kvadratkilometer.
Terrängen på Nisída Skorpídi är platt. Öns högsta punkt är 26 meter över havet. Den sträcker sig 0,6 kilometer i nord-sydlig riktning, och 0,5 kilometer i öst-västlig riktning.